# Пазыл, Улпан Жаруллакызы
Улпан Жаруллакызы Пазыл (род. 8 декабря 1994 года, Караганда, Казахстан) — защитница ЖФК «Астаны».

## Клубная карьера
В футбол начала играть в 2007 году в БИИК-Казыгурт. В 2011 году Пазыл перешла в Шахтер-КарГУ. В 2015 году Пазыл отыграла один сезон в Кокше. С 2016 года является игроком Астаны.

## Карьера в сборной
Пазыл с 2009 по 2011 годы играла в молодёжной сборной Казахстана. В целом за молодёжную сборную Пазыл сыграла 6 матчей и забила один гол.

## Личная жизнь
В 2012 году Пазыл окончила КарГУ.